# Britanski Mandat za Palestinu
Britanski mandat nad Palestinom bio je geopolitički entitet pod britanskom upravom, nastao u sklopu disolucije Otomanskog carstva.
Britanska uprava je u Palestini otpočela vojnom okupacijom - nakon borbi s otomanskim vojnim snagama - 1917.; utvrđena je povjeravanjem mandata koji je Britanskom Carstvu povjeren Rezolucijom Vrhovnog savjeta glavnih savezničkih sila Lige Naroda od 25. travnja 1920. god. u skladu s čl. 22. Povelje Lige Naroda kojim je bilo predviđeno osnivanje takvih mandata za zemlje koje su bile pod vlašću u I. svjetskom ratu pobijeđenih sila, a "koje nastanjuju narodi koji još nisu u stanju upravljati samima sobom u kompliciranim uvjetima današnjeg svijeta". Britanska vlast u Palestini je trajala do 1948. godine (Hašemitska Kraljevina Jordan, koja je bila obuhvaćena istim mandatom, nezavisnost je stekla 1946. godine).

### Konferencija u San Remu 1920. godine
Na Konferenciji u San Remu 1920. god. glavne savezničke sile (Britansko Carstvo, Francuska, Sjedinjene Američke Države, Kraljevina Italija i Japan) su potvrdile mirovni ugovor s Turskom (kojim je priznata današnja Turska Republika i utvrđene njene granice), a na dijelovima Otomanskog Carstva uspostavljena su 3 tzv. mandata: francuski nad Sirijom i Libanom, te britanski nad Mezopotamijom (Irakom) i nad Palestinom. 
Rezolucija glavnih savezničkih sila iz San Rema je sadržavala odredbu da će Britansko Carstvo “biti dužno na odgovoran način primijeniti deklaraciju koju je izvorno Britanska Vlada donijela 8. studenog 1917., te koja je potom prihvaćena od ostalih Savezničkih Sila, u svrhu uspostave nacionalnog doma za židovski narod u Palestini”. Riječ je o tzv. Balfourovoj deklaraciji, koju je 1917. god.  britanski ministar vanjskih poslova Arthur James Balfour poslao Edmundu de Rotschildu, pripadniku francuske grane međunarodne bankarske obitelji i gorljivom podupiratelju cionizma. U deklaraciji, kao ni poslije u Rezoluciji iz San Rema, nije se izrijekom spominjalo osnivanje države Izrael - ni sami cionisti nisu sve do iza II. svjetskog rata ocjenjivali da bi to bilo uputno deklarirati.

### Pregovori nakon II. svjetskog rata i rat 1948. godine
Nakon II. svjetskog rata, a nakon što se u pregovorima između arapskih i židovskih predstavnika ustanovilo da nije moguć dogovor - arapske zemlje su zajednički tražile da se onemogući daljnje doseljavanje Židova u Palestinu, a židovski predstavnici su to apsolutno odbijali - 2. travnja 1947. godine je Velika Britanija zatražila da se pitanje Palestine stavi pred Generalnu Opću skupštinu Ujedinjenih Naroda. Nakon što je na Prvom izvanrednom zasjedanju Generalne skupštine održanom od 28. travnja do 15. svibnja 1947. god. osnovan Specijalni komitet UN-a za Palestinu sa zadaćom da dade prijedlog za pitanje Palestine, na plenarnoj sjednici Opće skupštine UN održanoj 29. studenog 1947. godine je  donijeta Rezolucija 181 (II), koja sadrži plan o podjeli Palestine na arapsku i židovsku nezavisnu državu s ekonomskom unijom i s posebnim međunarodnim režimom za Grad Jeruzalem; Rezolucijom je određeno da se britanske oružane snage imaju povući iz Palestine 1. kolovoza 1948. godine. Već je prije donošenja te rezolucije Opće Skupštine UN-a, Vijeće Sigurnosti Ujedinjenih Naroda 19. ožujka 1947. godine iznijelo ocjenu da se rješenje pitanja Palestine zacijelo neće moći postići mirnim sredstvima.
Čim je 14. svibnja 1948. god. proglašena neovisnost Države Izrael, vojne snage Egipta, Transjordanije, Sirije, Libanona i Iraka - nakon što su već u travnju 1947. god. lokalne arapske milicije pokušavale blokirati značajnu izraelsku zajednicu u Jeruzalemu, koju su međutim židovske milicije u seriji borbi uspjele deblokirati - su izvršile invaziju na teritorij istoga dana osnovane države, te je otpočeo Prvi izraelsko-arapski rat. S arapske strane je sudjelovalo oko 15.000 vojnika regularnih snaga i 5.000 pripadnika milicija organizacije "Muslimanska braća" iz raznih arapskih zemalja, te lokalne arapske milicije; izraelske vojne snage izrasle iz židovskih milicija osnovanih za vrijeme britanske vlasti, koje su imale oko 32.000 pripadnika, pokazale su se prejakima za takvog neprijatelja. Nakon 15 mjeseci rata, arapske snage su održale pod kontrolom većinu onih područja koje su Ujedinjeni narodi bili predvidjelil za arapsku državu u Palestini, a novoosnovana Država Izrael je očuvala svoj integritet.

### "Nakba"
Pri kraju postojanja Britanskog Mandata za Palestinu, na njegovom području (koje od 1946. godine nije više obuhvaćao Jordan) je živjelo neznatno manje od 700.000 Židova (od toga oko 100.000 u Jeruzalemu), te nešto manje od 940.000 Arapa (od toga oko 105.000 u Jeruzalemu). Na području koje su Ujedinjeni narodi predvidjeli za židovsku državu (dakle, bez Jeruzalema, koji je trebao imati poseban status) je živjelo oko 498 tisuća Židova i oko 407 tisuća Arapa.
Tijekom i odmah nakon rata, većina (prema izraelskim procjenama oko 500 tisuća, prema arapskima između 700 i 900 tisuća) Arapa se iselilo iz područja Države Izrael - koja će zahvatiti i dio područja Gaze, koje je bilo predviđeno za arapsku državu. Prema izraelskim izvorima, do iseljavanja je u velikoj mjeri došlo stoga što su arapske vođe tvrdili da će se izbjegli ubrzo moći vratiti nakon što bude došla veća vojska iz arapskih zemalja; prema arapskim izvorima, razlog izbjeglištvu je bio strah stanovništva za svoje živote. I izraelski izvori potvrđuju da je na više mjesta nakon kraja ratnih zbivanja bilo prisilnog iseljavanja Arapa; a vojni zapovjednici su tijekom rata smatrali ispravnim da protjeraju cjelokupno arapsko stanovništvo u svakom naselju gdje se pruži oružani otpor. U svakom slučaju, onima koji su se iselili s područja Države Izrael, nije ta država poslije dopustila da se vrate. U dogovoru s Transjordanijom - čije vojne snage nisu zašle na područje koje su Ujedinjeni narodi dodijelili za židovsku državu, nego su se zadržali na područjima uz zapadnu obalu rijeke Jordan, predviđenima za arapsku državu - nisu u ratu iz 1948. god. izraelske vojne snage zašle u to područje. Nisu izraelske snage ušle tada ni na područje današnjeg Pojasa Gaze, koju su pod okupaciju tijekom i nakon kraja rata uzele vojne snage Egipta: prema procjenama iz tog vremena, popisano je ondje u prosincu 1949. god. 202.606 Palestinaca izbjeglih s područja Države Izrael; pretežno iz Gazi okolnih područja koje su okupirale izraelske snage. Oko 150.000 Arapa ostalo je živjeti na području Izraela; zahvaljujući prirodnom prirastu, broj Arapa u Izraelu je 2016. god. dostignuo 1,7 milijuna, tj. oko 21 posto izraelskog stanovništva.
Izbjeglištvo Palestinaca iz 1948. god. nazivaju Arapi do danas "Nakba" - "katastrofa". Na području Zapadne obale Jordana i Pojasa Gaze - koja su prihvatila dio izbjeglica s područja koje je 1948. god. zauzela Država Izrael - živjelo je 2017. god. oko 5 milijuna Palestinaca; arapskih izbjeglica s područja Izraela i njihovih potomaka u trećim zemljama ima nešto više od 6 milijuna; mnogi do danas žive u izbjegličkim logorima koje vode Ujedinjeni Narodi.